# Fonden Jagtvej 69
Fonden Jagtvej 69 er en fond stiftet for at købe det tidligere Ungdomshus, der indtil 5. marts 2007, lå på adressen Jagtvej 69 på Nørrebro i København. Huset var ejet af frikirken Faderhuset, men var besat af unge mennesker, der på trods af rettens ord om det modsatte mente at have brugsret til huset. Fonden Jagtvej 69 driver nu det nye ungdomshus på Dortheavej 61 i København NV.
I fondens bestyrelse sidder bl.a. advokaten Knud Foldschack.